# Françoise Journet
Françoise Journet, née le 3 avril 1675 à Lyon et morte à Paris en 1720, est une soprano française.

## Carrière
Sa carrière commence en 1687, à l'âge de 12 ans au Grand Théâtre de Lyon, aux côtés de son père Jean Journet. En 1699, elle apparaît pour la première fois à l'Académie royale dans le rôle de Mélisse dans la première d'Amadis de Grèce du compositeur André Cardinal Destouches.
Elle retourne à Lyon, puis revient définitivement à Paris en 1705, où elle est recrutée au début de la saison 1705-1706 à l'Académie royale de Musique. Elle est première actrice de l'Opéra en 1708. Au cours de sa carrière de chanteuse, elle crée un certain nombre de rôles importants dans des opéras de Marin Marais et André Campra.
Elle chante également dans des reprises des opéras de Lully et d'autres. Sa carrière à l'opéra s'arrête en 1720.
Françoise Journet a été l'élève de Marie Le Rochois à Paris.
Marie Antier lui succède dans plusieurs de ses rôles.
Un portrait en pied de la chanteuse en Iphigénie a été peint par Jean Raoux.
Une gravure attribuée à Étienne Desrochers représente Françoise Journet à l'Académie royale de musique.

## Rôles créés
- Mélisse dans Amadis de Gréce d'André Cardinal Destouches (Paris, 1699)
- Le rôle-titre dans Iphigénie en Tauride d'André Campra (Paris, 1704)
- Le rôle-titre dans Sémélé de Marin Marais (Paris, 1709)
- Isabelle dans Les fêtes vénitiennes de Campra (Paris, 1710)
- Le rôle-titre dans Callirhoé de Destouches (Paris, 1712)
- Ilione dans Idoménée de Campra (Paris, 1712)